# Scopula hectata
Scopula hectata är en fjärilsart som beskrevs av Achille Guenée 1857. Scopula hectata ingår i släktet Scopula och familjen mätare. Inga underarter finns listade.